# Неверин
Неверин (нем. Neverin) — община в Германии, в земле Мекленбург-Передняя Померания.
Входит в состав района Мекленбург-Штрелиц. Подчиняется управлению Неверин.  Население составляет 1094 человека (на 31 декабря 2010 года). Занимает площадь 13,28 км².